# Amandus (Bagaudenführer)

Münzbild des Amandus (Authentizität unsicher).

Amandus († 286?) war ein Bagaudenführer in Gallien und Usurpator zu Beginn der Herrschaft Diokletians.

## Leben
Im Jahr 285 war Kaiser Carinus von Diokletian besiegt worden. Das kurzzeitige Machtvakuum im Westen des Imperiums nutzten unzufriedene Bauern (Bagauden) in Gallien und Hispanien für einen Aufstand. Amandus, einer ihrer Anführer, ließ sich möglicherweise zum Kaiser erheben und ernannte Aelianus zum Mitregenten. Diokletian reagierte auf die Bedrohung, indem er den Caesar Maximian nach Gallien entsandte und die Aufständischen mit Hilfe des Carausius – der sich kurz darauf selbst zum Kaiser ausrief – niederwerfen ließ.
Erwähnung findet Amandus bei Eutropius und Aurelius Victor (Liber de Caesaribus 39,17), die sich wahrscheinlich beide auf dieselbe Quelle (die sogenannte Enmannsche Kaisergeschichte) stützten, sowie bei Orosius (7,25,2) und Johannes Zonaras (12,31). Amandus ließ angeblich auch Münzen schlagen, die die Legenden Imp(erator) C(aesar) C(aius) Amandus p(ius) f(elix) Aug(ustus) und Imp. S. Amandus p. f. Aug. tragen. Die Münzen werden inzwischen zumeist als renaissancezeitliche Fälschungen angesehen.
David Woods identifiziert Amandus spekulativ mit dem gleichnamigen Flottenkommandanten des Licinius in der Seeschlacht bei Kallipolis (324).